# أخدرية مونتيفيديوية
أخدرية مونتيفيديوية (الاسم العلمي: Oenothera montevidensis) هو نوع نباتي يتبع جنس الأخدرية من الفصيلة الأخدرية.